# Ernst Kyburz
Ernst Kyburz   (14 d'agost de 1898 - Ronco sopra Ascona, 16 d'octubre de 1983) va ser un lluitador suís, especialista en lluita lliure, que va competir durant les dècades de 1920 i 1930.
El 1928 va prendre part en els Jocs Olímpics d'Amsterdam, on guanyà la medalla d'or en la competició del pes mitjà del programa lluita lliure.
En el seu palmarès també destaca una medalla de bronze al campionat d'Europa de lluita de 1931.